# Polygonum tripterocarpum
Polygonum tripterocarpum là một loài thực vật có hoa trong họ Rau răm. Loài này được A. Gray ex Rothr. miêu tả khoa học đầu tiên năm 1868.